# Cassandra Kelly
Cassandra Kelly (ur. 29 czerwca 1963) – nowozelandzka lekkoatletka specjalizująca się w skoku o tyczce.

## Osiągnięcia
- mistrzyni Nowej Zelandii (1996)
- wielokrotna rekordzistka kraju

W 1997 reprezentowała Nową Zelandię podczas halowych mistrzostw świata w Paryżu. 22. miejsce w eliminacjach nie dało jej awansu do finału.

## Rekordy życiowe
- skok o tyczce – 3,95 (1998)
- skok o tyczce (hala) – 3,70 (1997)